# 夸特鲁巴拉斯
夸特鲁巴拉斯是巴西巴拉那州的一个市镇。总面积179.538平方公里，总人口19002人，人口密度105.8人/平方公里。